# Neundorf
Neundorf est un village de la commune belge de Saint-Vith (en allemand : Sankt Vith) située en Communauté germanophone et en Région wallonne dans la province de Liège.
Avant la fusion des communes de 1977, Neundorf faisait partie de la commune de Crombach.
Le 31 décembre 2015, le village comptait 209 habitants.

## Situation
Dans un environnement de prairies, de bosquets et de parcelles boisées, Neundorf est un petit village implanté au sein d'un vallon arrosé par le minuscule ruisseau Möderbach, un affluent de la Braunlauf.
Le village se situe entre les localités de Crombach et Saint-Vith sis à environ 4 km au nord-est. La sortie n°15 de l'autoroute E42 se trouve à environ 2 500 m. L'ancienne voie ferrée de la ligne 163 entre Libramont et Saint-Vith passait au nord de Neundorf où elle empruntait un viaduc toujours visible de nos jours.
L'altitude du village avoisine les 460 m (à l'église).

## Étymologie
Le village est cité dès 888 en tant que Nova Villa.

## Patrimoine
L'église de l'Assomption (Mutter-Gottes-Kirche) est un très ancien édifice. Les parties basses de la tour qui remonteraient au XIe siècle et au XIIe siècle furent plusieurs fois restaurées. Le chevet à trois pans soutenu par des contreforts et la sacristie dateraient de 1347. La nef de trois travées avec bas-côtés aurait été érigée à la fin du XVe siècle à la place d'une construction antérieure. Le portail d'entrée situé latéralement du côté sud est daté de 1764.
L'église est reprise sur la liste du patrimoine immobilier classé de Saint-Vith depuis 1959.